# Mirnes Mešić
Mirnes Mešić (* 16. März 1978 in Doboj, SFR Jugoslawien) ist ein ehemaliger bosnisch-herzegowinischer Fußballspieler.

## Karriere
Mešić kam 1996 aus der Jugend des TSV Haubersbronn zu den Amateuren des VfB Stuttgart. Dort spielte er bis Dezember 1998 in der Oberliga Baden-Württemberg und der Regionalliga Süd. Anschließend spielte er insgesamt fünf Spielzeiten lang für die SpVgg 07 Ludwigsburg in der Oberliga Baden-Württemberg und erzielte dort in 139 Ligaspielen 54 Tore.
Zur Saison 2003/04 unterschrieb er beim Regionalligisten Stuttgarter Kickers und spielte dort bis zur Winterpause der Saison 2006/07, ehe er für 170.000 Euro zum Aufstiegsfavoriten TSG 1899 Hoffenheim wechselte. Nach zehn Toren in der Hinrunde für die Stuttgarter Kickers und weiteren sieben in der Rückrunde für Hoffenheim wurde der Stürmer gemeinsam mit Jonathan Jäger Torschützenkönig der Regionalliga Süd. Zudem stieg er mit der TSG Hoffenheim mit großem Vorsprung auf die nächstplatzierten in die 2. Bundesliga auf. Nach den Hoffenheimer Verpflichtungen von Chinedu Obasi, Demba Ba und Carlos Eduardo kurz vor Ende der Transferfrist entschloss sich Mešić, der bis dato zu drei Zweitligaeinsätzen in der Saison gekommen war, zum Wechsel und schloss sich dem SC Freiburg an, wo er unter seinem langjährigen Trainer bei den Stuttgarter Kickers, Robin Dutt, spielte. In Freiburg konnte er sich in seiner ersten Saison nicht durchsetzen und wechselte im Sommer 2008 zum Drittligisten Kickers Offenbach. Der Vertrag mit Mešić wurde nach Ablauf der Saison 2010/11 seitens des OFC nicht verlängert.
Mešić wechselte daraufhin zu Kickers Obertshausen in die Verbandsliga Hessen. Nach dem Abstieg in die Gruppenliga 2013 wurde er Spielertrainer bei den Kickers. Im Dezember löste er seinen Vertrag mit dem Verein und schloss sich zur Rückrunde dem Verbandsligisten SSV Lindheim an. 2023 war er noch als Spieler bei TV Hausen in der Kreisoberliga aktiv, wo er zudem die Rolle des Spielertrainers übernahm.